# Iglesia de la Encarnación (Alcira)
La Iglesia parroquial de la Encarnación es un templo católico situado en las calles de Onda, 2, y San Vicente de Paúl, 33, en el municipio de Alcira. Es Bien de Relevancia Local con identificador número 46.20.017-001.

## Historia
Se edificó en 1772, formó parte de un antiguo convento de capuchinos.

## Descripción
Se trata de un cuerpo dispuesto en tres naves con capillas entre los contrafuertes y cubierto por bóveda de cañón con lunetos.
Las cornisas y el retablo mayor presentan una decoración barroca cuyo origen parece ser posterior al edificio origina, ya que el resto del edificio presenta una sobria decoración de cintas doradas que orla los elementos estructurales.
Hay un zócalo cerámico que es posiblemente el original del siglos XVIII.
La fachada fue modificada añadiendo huecos, recercados y remates curvos que ocultan su inicial sencillez ornamental y estructural.